# Compus de două mari icosidodecaedre retrosnub
În geometrie compusul de două mari icosidodecaedre retrosnub este un compus poliedric uniform format din 2 versiuni chirale ale marelui icosidodecaedru retrosnub. Are simetrie icosaedrică (Ih).
Are indicele de compus uniform UC72, și indicele Wenninger 117.

## Mărimi asociate

### Coordonate carteziene
coordonatele carteziene ale vârfurilor sunt toate permutările pare cu un număr par de semne plus și permutările impare cu un număr impar de semne plus ale
{\displaystyle \left(\,\pm 2\alpha ,\,\pm 2,\,\pm 2\beta \,\right)}
{\displaystyle \left(\,\pm (\alpha -\beta \varphi -\varphi ^{-1}),\,\pm (\alpha \varphi ^{-1}+\beta -\varphi ),\,\pm (-\alpha \varphi -\beta \varphi ^{-1}-1)\,\right)}
{\displaystyle \left(\,\pm (\alpha \varphi -\beta \varphi ^{-1}+1),\,\pm (-\alpha -\beta \varphi +\varphi ^{-1}),\,\pm (-\alpha \varphi ^{-1}+\beta +\varphi )\,\right)}
{\displaystyle \left(\,\pm (\alpha \varphi -\beta \varphi ^{-1}-1),\,\pm (\alpha +\beta \varphi +\varphi ^{-1}),\,\pm (-\alpha \varphi ^{-1}+\beta -\varphi )\,\right)}
{\displaystyle \left(\,\pm (\alpha -\beta \varphi +\varphi ^{-1}),\,\pm (-\alpha \varphi ^{-1}-\beta -\varphi ),\,\pm (-\alpha \varphi -\beta \varphi ^{-1}+1)\,\right)}
unde {\displaystyle \varphi ={\frac {1+{\sqrt {5}}}{2}}} este secțiunea de aur,
{\displaystyle \xi } este cea mai mică rădăcină reală pozitivă a polinomului {\displaystyle \xi ^{3}-2\xi +\varphi ^{-1}}, soluția analitică fiind
{\displaystyle \xi ={\frac {\left(1+i{\sqrt {3}}\right)\left({\frac {1}{2\tau }}+{\sqrt {{\frac {\tau ^{-2}}{4}}-{\frac {8}{27}}}}\right)^{\frac {1}{3}}+\left(1-i{\sqrt {3}}\right)\left({\frac {1}{2\tau }}-{\sqrt {{\frac {\tau ^{-2}}{4}}-{\frac {8}{27}}}}\right)^{\frac {1}{3}}}{2}}\approx 0,3264046,}
rezultat care se poate obține și numeric,
{\displaystyle \alpha =\xi -\xi ^{-1}} iar
{\displaystyle \beta =-\xi \varphi ^{-1}+\varphi ^{-2}-(\xi \varphi )^{-1}.}

### Rază circumscrisă
Raza circumscrisă pentru lungimea laturii de 1 unitate este
{\displaystyle R={\frac {1}{2}}{\sqrt {\frac {2-x}{1-x}}}\approx 0,580002}
unde {\displaystyle x\approx -1,89346} este cea mai mică rădăcină reală a polinomului {\displaystyle x^{3}+2x^{2}-\varphi ^{-2}}.

### Volum
Volumul său, V, este dat de cea mai mică dintre rădăcinile reale ale polinomului de gradul al șaselea în {\displaystyle x^{2}}
{\displaystyle {\begin{aligned}&2176782336x^{12}-3195335070720x^{10}+162223191936000x^{8}+1030526618040000x^{6}\\{}&+6152923794150000x^{4}-182124351550575000x^{2}+187445810737515625.\end{aligned}}}
Cele patru rădăcini reale ale acestui polinom sunt x1 = 1,03760, x2 = 2,71387, x3 = 7,67390 și x4 = 37,6166 și sunt, în ordine, volumele marelui icosidodecaedru retrosnub (U74), marelui icosidodecaedru snub (U57), marelui icosidodecaedru snub inversat (U69) și al dodecaedrului snub (U29).
Ca urmare, volumul este
{\displaystyle V\approx 2,07520~a^{3}}
unde a este lungimea laturilor tuturor poligoanelor (care sunt regulate).